# Fuck Love (bài hát của XXXTentacion)
"Fuck Love" (viết cách điệu để tránh thô tục là "F Love", "F**k Love", hoặc đơn giản là "Love") là một bài hát của rapper người Mỹ XXXTentacion thể hiện cùng với Trippie Redd. Ca khúc được phát hành từ album đầu tay của anh 17. Được phát hành ngày 24 tháng 8 năm 2017. Bài hát được sản xuất bởi Nick Mira, Taz Taylor, và Dex Duncan.

## Đón nhận
"Fuck Love" đạt hạng 41 trên bảng xếp hạng Billboard Hot 100 tại Hoa Kỳ và từng một lần nữa dành hạng thứ 28 sau cái chết của anh. Vào ngày 29 tháng 3 năm 2019, "Fuck Love" trở thành ca khúc được nghe nhiều nhất trên nền tảng SoundCloud với hơn 206 triệu lượt nghe.

## Sản xuất
- XXXTentacion – nghệ sĩ thể hiện, sáng tác
- Trippie Redd - nghệ sĩ hợp tác, sáng tác
- Taz Taylor – sản xuất
- Nick Mira - sản xuất
- Dex Duncan - sản xuất
- Koen Heldens – mixing engineer

## Xếp hạng

### Hàng tuần
| Chart (2018)                             | Peak position |
| ---------------------------------------- | ------------- |
| Áo (Ö3 Austria Top 40)                   | 69            |
| Canada (Canadian Hot 100)                | 31            |
| Cộng hòa Séc (Singles Digitál Top 100)   | 44            |
| Đan Mạch (Tracklisten)                   | 39            |
| Pháp (SNEP)                              | 70            |
| Hungary (Stream Top 40)                  | 32            |
| Ireland (IRMA)                           | 51            |
| Ý (FIMI)                                 | 63            |
| Hà Lan (Single Top 100)                  | 45            |
| New Zealand (Recorded Music NZ)          | 19            |
| Na Uy (VG-lista)                         | 37            |
| Slovakia (Singles Digitál Top 100)       | 84            |
| Thụy Điển (Sverigetopplistan)            | 35            |
| Thụy Sĩ (Schweizer Hitparade)            | 48            |
| Anh Quốc (OCC)                           | 89            |
| Anh Quốc Indie (OCC)                     | 10            |
| Anh Quốc R&B (OCC)                       | 30            |
| Hoa Kỳ Billboard Hot 100                 | 28            |
| Hoa Kỳ Hot R&B/Hip-Hop Songs (Billboard) | 18            |

### Xếp hạng cuối năm
| Chart (2017)                         | Vị trí |
| ------------------------------------ | ------ |
| US Hot R&B/Hip-Hop Songs (Billboard) | 88     |
| US Hot R&B Songs (Billboard)         | 26     |

| Chart (2018)                         | Vị trí |
| ------------------------------------ | ------ |
| US Hot R&B/Hip-Hop Songs (Billboard) | 100    |
| US Hot R&B Songs (Billboard)         | 26     |

## Chứng nhận
| Quốc gia                                                    | Chứng nhận  | Số đơn vị/doanh số chứng nhận |
| ----------------------------------------------------------- | ----------- | ----------------------------- |
| Đan Mạch (IFPI Đan Mạch)                                    | Platinum    | 90.000‡                       |
| Pháp (SNEP)                                                 | Platinum    | 200.000‡                      |
| Ý (FIMI)                                                    | Platinum    | 50.000‡                       |
| New Zealand (RMNZ)                                          | Gold        | 15.000‡                       |
| Anh Quốc (BPI)                                              | Platinum    | 600.000‡                      |
| Hoa Kỳ (RIAA)                                               | 9× Platinum | 9.000.000‡                    |
| ‡ Chứng nhận dựa theo doanh số tiêu thụ và phát trực tuyến. |             |                               |